# Rolf Dreyer
Rolf Dreyer (* 7. Dezember 1948 in Bielefeld) ist ein deutscher Sachbuchautor im Bereich Wassersport und Gründer einer Segelschule.
Dreyer studierte von 1968 bis 1973 an der Universität Freiburg Mathematik, Wirtschaftswissenschaften und Informatik. Nach mehrjähriger Tätigkeit in der Industrie gründete Dreyer 1991 eine Yachtschule in Bielefeld. Seit 1994 ist er Autor von Sachbüchern im Delius Klasing Verlag und in der Edition Maritim.

## Bücher
- Sportküstenschifferschein und Sportbootführerschein See. 17. Auflage, Delius Klasing, Bielefeld 2019.
- UKW-Funk-Betriebszeugnis (SRC). 11. Auflage, Delius Klasing, Bielefeld 2019.
- Skippertraining. 7. Auflage, Delius Klasing, Bielefeld, 2018.
- Sportbootführerschein See. 10. Auflage, Delius Klasing, Bielefeld 2017.
- Standard-Funkverkehr für die Bordpraxis. 4. Auflage, Edition Maritim, Bielefeld 2015.
- Übungen und Aufgaben Navigation. Delius Klasing, Bielefeld 2013.
- UKW-Funk-Betriebszeugnis und Sprechfunkzeugnis für die Binnenschifffahrt (UBI). 6. Auflage, Delius Klasing, Bielefeld 2011.
- Praxiseinweisung DSC-Controller, Ed. Maritim, Hamburg 2001.
- Astro-Tafeln. Ed. Maritim, Hamburg 2000.
- Wettertafeln für die Bordpraxis. Ed. Maritim, Hamburg 1998.
- Praxiseinweisung Sprechfunk. 2. Auflage, Delius Klasing, Bielefeld 1997.
- Standard-Funksprüche. Ed. Maritim, Hamburg 1997.
- Sportbootführerschein See für Motorbootfahrer. 2. Auflage, Delius Klasing, Bielefeld 1995.